# اتحادیه جمیرا
اتحادیه جمیرا (به لاتین: Jamira Union) یک منطقهٔ مسکونی در بنگلادش است که در Phultala Upazila واقع شده‌است.